# Opostega salaciella
Opostega salaciella là một loài bướm đêm thuộc họ Opostegidae. Loài này có ở châu Âu.
Sải cánh dài khoảng 10 mm. Con trưởng thành bay từ tháng 6 đến tháng 7 tùy theo địa điểm.
Ấu trùng ăn Rumex acetosella.